# Aneta Grabcová
Aneta Grabcová (* 9. července 1992 Skalica) je česká modelka a držitelka titulu Česká Miss Internet 2011.

## Osobní život
Pochází z Hodonína, kde také navštěvovala základní školu. V letech 2008–2012 studovala na gymnáziu v Hodoníně. Nyní[kdy?] studuje na Metropolitní univerzitě Praha. Ovládá angličtinu a francouzštinu.[zdroj?]

## Soutěže Miss
Aneta Grabcová se účastnila několika soutěží krásy. Na většině z nich se umístila na předních pozicích, například na:
- Miss Praha Open 2009 – I. vicemiss
- Miss Jihlava Open 2009 – I. vicemiss
- Miss Znojmo Open 2010 – vítězka [1][2]
- Miss Brno 2010 – finalistka[3]
- Look Bella 2010 – vítězka[4]

V roce 2010 se stala Miss Queen Moravia. V roce 2011 se zúčastnila soutěže krásy Česká Miss a získala titul Česká Miss Internet. Poté reprezentovala Českou republiku na mezinárodní soutěži krásy Miss Supranational a probojovala se do TOP 20. Finále se konalo 26. srpna 2011 v polském Płocku. V porotě zasedla Hana Věrná, která se v roce 2010 umístila v této soutěži na 2. místě.[zdroj?]